# Chrysura austriaca
Chrysura austriaca – gatunek błonkówki z rodziny złotolitkowatych.
Gatunek ten opisany został w 1804 roku przez Johana Christiana Fabriciusa jako Chrysis austriaca.
Błonkówka o wydłużonym ciele długości od 8 do 12 mm. Głowę ma niebieską lub zieloną, o silnie wydłużonych, dłuższych niż szerokość żuwaczek policzkach, zaopatrzonych w krótkie owłosienie i z brzegami bocznymi prawie równoległymi. Środkowa część nadustka nie jest silnie uwypuklona. Ubarwienie tułowia jest niebieskie z zielonymi lub złocistymi łatami, a jego owłosienie jaśniejsze C. simplex. Szew między leżącą poziomo zatarczką a pozatułowiem odgranicza poziomą część mezosomy od części opadającej. Zaplecze w widoku grzbietowym jak i bocznym jest zaokrąglone. Złocisty gaster cechuje się trzecim tergitem przed wierzchołkiem nieco rozszerzonym, o tylnej krawędzi prosto ściętej, pozbawionej zębów i falistych wcięć, a powierzchni mniej gęsto niż u C. simplex punktowanej i o wyraźnie wykształconym poprzecznym rzędzie punktów. Drugi sternit gaster jest częściowo czarny, a część tylną ma czerwoną do fioletowoczerwonej. 
Larwy są pasożytami pszczół z gatunków Osmia parietina, Osmia caementaria, Osmia adunca, Chelostoma florisomne i z rodzaju Megachile, a także u kopułki Odynerus crassicornis. Imagines w Polsce latają od maja do września, głównie w czerwcu i lipcu. 
Owad o rozprzestrzenieniu eurosyberyjskim. W Europie znany z Hiszpanii, Francji, Belgii, Holandii, Luksemburga, Nimiec, Szwajcarii, Austrii, Włoch, Litwy, Polski, Czech, Słowacji, Węgier, Rumunii, Bułgarii i Albanii. Ponadto występuje w Afryce Północnej, południowo-zachodniej części Azji, na Syberii i w Japonii. W 2002 umieszczony na Czerwonej liście zwierząt ginących i zagrożonych w Polsce jako gatunek najmniejszej troski.